# 張宏光
张宏光（1963年—），朝鲜族，出生于遼寧沈阳，中華人民共和國作曲人，北京电影学院教授，畢業於中央音乐学院作曲系，後任北京电影学院中国电影音乐研究院副院长。
曾擔任2004年夏季奥林匹克运动会闭幕式“中国八分钟”、庆祝中華人民共和國成立六十周年焰火晚会、第十一届全运会开幕式和2010年广州亚残运开幕式等活動的音樂總監。张宏光為《向天再借五百年》（康熙王朝主題曲）、《等待》、《精忠报国》、《鸿雁》、《你》、《美人吟》（孝莊秘史主題曲）、《阳光路上》、《最後的傾訴》（漢武大帝主題曲）等歌曲的作曲者，《母亲》、《父亲》、《常回家看看》、《儿行千里》、《春天的故事》、《两只蝴蝶》、《狼爱上羊》、《窗外》等歌曲的編曲者。    
其兄张千一也是作曲家。